# 道の駅信州平谷
道の駅信州平谷（みちのえき しんしゅうひらや）は、長野県下伊那郡平谷村にある国道153号の道の駅である。
併設されている「信州平谷温泉ひまわりの湯」「しょうかん亭」「ほっとパークひらや郷（Go!!）」についても併記する。標高は920メートルである。

## 主な施設
道の駅としての施設は、国土交通省が管理する「信州平谷温泉ひまわりの湯」と国道153号の間にある駐車場と付随施設のみである。
- 駐車場
  - 普通車：43台
  - 大型車：22台
  - 身障者用駐車場：2台
- トイレ
  - 男：大 3器（2器）、小 8器（5器）
  - 女：10器（6器）
  - 身障者用：2器（1器）
- 公衆電話
- 情報・観光案内コーナー

## 併設する施設

### 信州平谷温泉ひまわりの湯

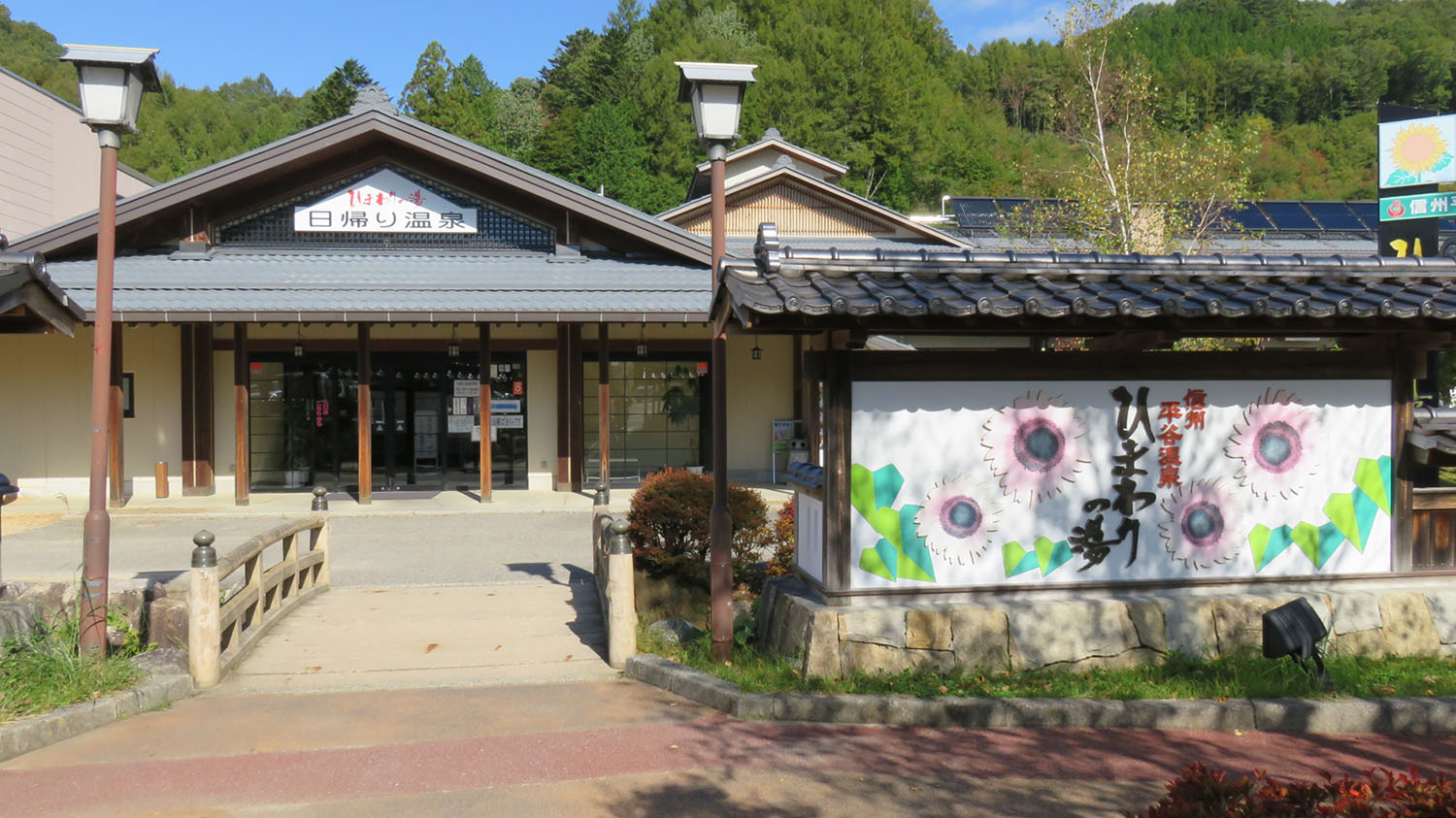
信州平谷温泉「ひまわりの湯」
(2017年10月撮影)

国道153号から道の駅を抜けた西隣にある。「株式会社信州平谷温泉」は、平谷村を筆頭株主とする第三セクターであり、中京など需要が見込める地域の企業や、平谷村の村民の多くが出資している。祝日にあたらない水曜日が、定休日である。
- 信州平谷温泉「ひまわりの湯」
- 宿泊施設「ひまわりの館」
- 郷土料理味わい処「ひまわり亭」
- 農産物直売所「ひまわり市場」
- ひまわりプール

### しょうかん亭
「信州平谷温泉ひまわりの湯」の横で地場産物を販売していたものを発展させたものである。祝日にあたらない水曜日が定休日である。
- 地場産物の売店
- 飲食店

### ほっとパークひらや郷（Go!!）
道の駅の国道153号を挟んだ飯田市寄りのはす向かいに、2004年（平成16年）5月に「豆栗地区駐車場及び店舗エリア」として、平谷村が新設した。このエリアを「ほっとパーク平谷郷（Go!!）」と称している。ガソリンスタンドとJA店舗のほか、8店舗の商用スペースがあるが、2012年（平成24年）8月現在、その商用スペースには3店舗のみが営業している。
- ガソリンスタンド（ENEOS平谷給油所）（定休日なし）
- JAみなみ信州平谷店（定休日なし）
  - コンビニエンスストアとして機能しているが、深夜営業はしていない。
- 信州伊那谷の酒 まつのや[2]（祝日にあたらない水曜日定休）
- ごはん屋 藤丸食堂[3]（月・水曜日の夜（8月は水曜日）定休）
- カントリーブレッド グランマ（火・水曜日定休、その他不定休あり）

## アクセス
- 国道153号
  - 国道418号

## 周辺
- 平谷高原赤坂スキー場
- 平谷高原コテージ
- 平谷カントリー倶楽部（ゴルフ場）
- 高嶺山
- 大滝
- 上村川の上流部
  - 平谷川
    - 柳川
    - 入川
- 平谷湖